# Rosa-Luxemburg-Straße

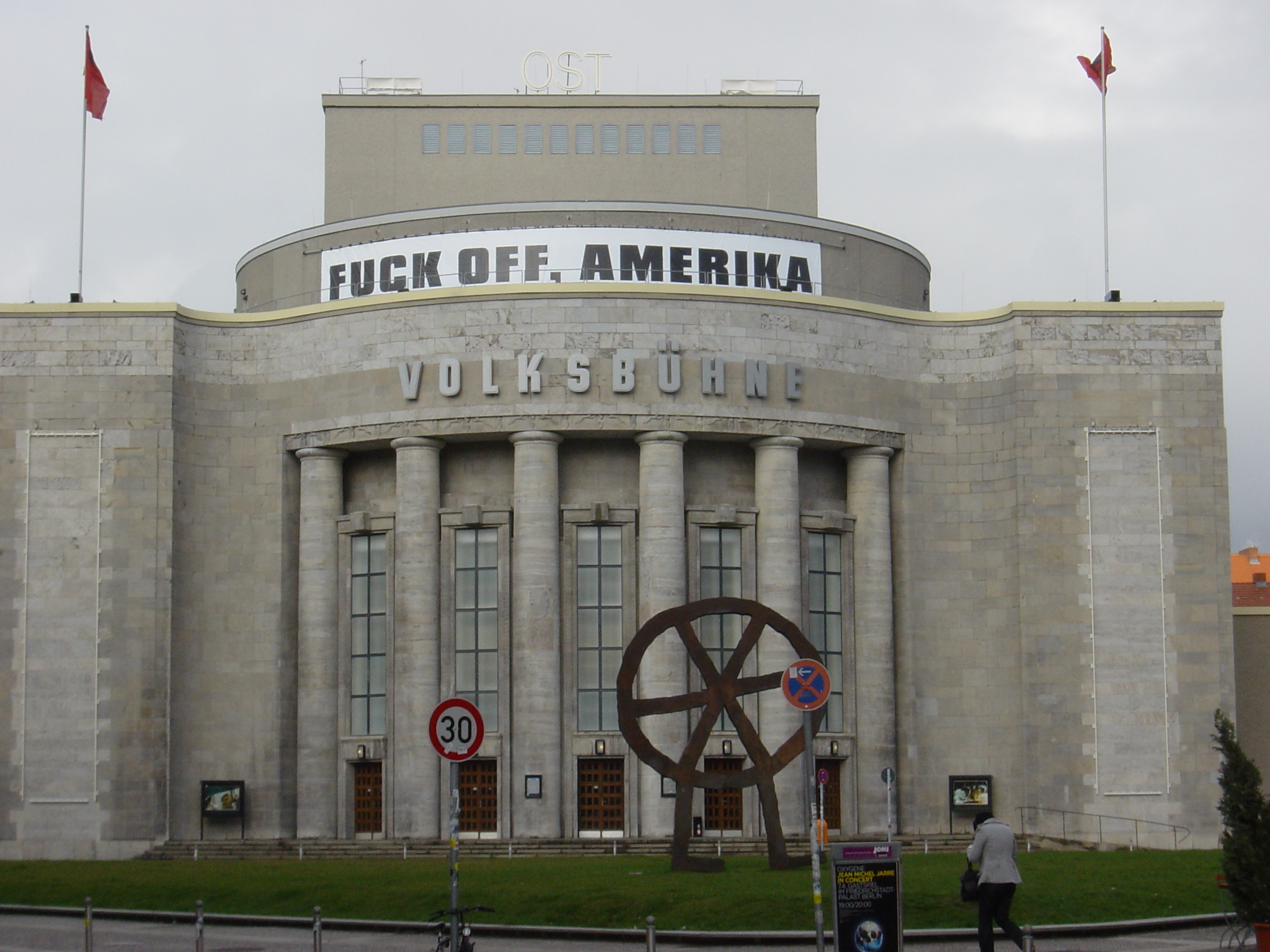
El teatro Volksbühne, en la Rosa-Luxemburg-Platz.

La Rosa-Luxemburg-Straße es una calle en el centro de Berlín, Alemania. Esta calle transcurre desde el norte de Dircksenstraße en el interior del este de la ciudad hasta Torstraße donde esta pasa a ser la Schönhauser Allee. El Volksbühne es el edificio más conocido de la Rosa-Luxemburg-Straße, ubicándose en la Rosa-Luxemburg-Platz, que queda también en esta calle.
Antes de la Segunda Guerra Mundial, la Rosa-Luxemburg-Straße no era una calle separada, sino una continuación de otra calle conocida como la Karl-Liebknecht-Straße. La Rosa-Luxemburg-Platz, antes de la guerra se conoció como Bülowplatz y durante los años de la Alemania Nazi como Horst-Wessel-Platz. Durante el período de la República Democrática Alemana fue llamada esta calle con el nombre de Rosa Luxemburgo, una líder marxista y también una de los líderes de la Liga Espartaquista. Esta calle es una de las pocas calles en Berlín Este con el nombre de algún líder comunista o marxista que haya conservado su nombre, incluso después de la reunificación alemana en 1990.